# Wada (stacja kolejowa)

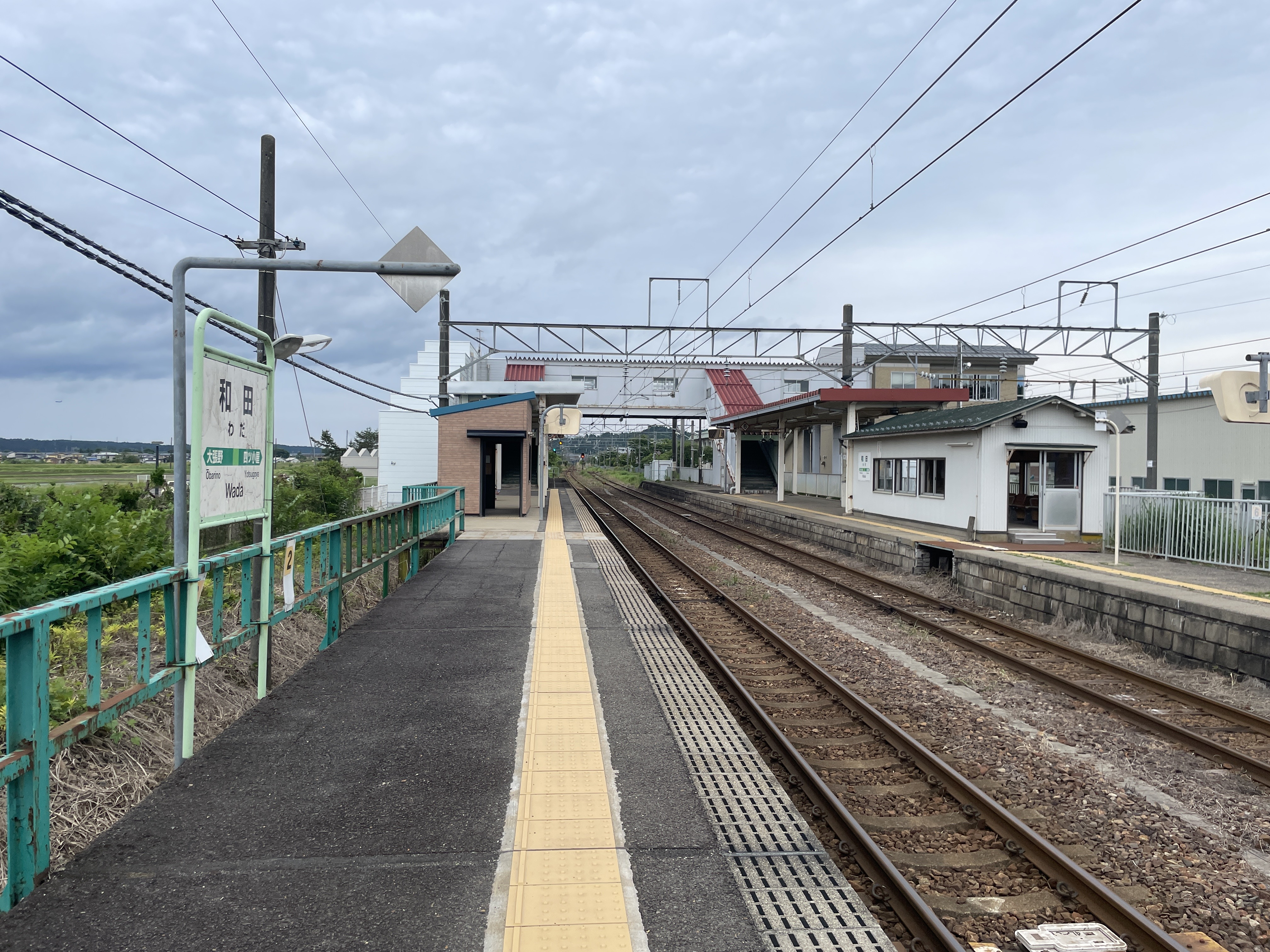
Perony

Wada (jap. 和田駅 Wada-eki) – stacja kolejowa w Akicie w prefekturze Akita.

## Położenie
Stacja położona jest w dzielnicy Kawabe Wada, w południowo-zachodniej części Akity.

## Linie kolejowe
Stacja znajduje się na linii Ōu-honsen, między stacjami Ōbarino i Yotsugoya.

## Historia
Otwarta została 1 października 1903 roku. W 2012 roku obsługiwała średnio 377 pasażerów dziennie.